# William Joseph Hammer
William Joseph Hammer (26 de febrero de 1858 – 24 de marzo de 1934) fue un pionero aviador e ingeniero electricista y presidente del Edison Pioneers desde 1908. Fue ganador de la Medalla Elliott Cresson.

## Biografía
Nace en Cressona, Pensilvania en 1858 de William Hammer (1827–1895) y de Martha Augusta Beck (1827–1861).
Devino un ayudante de laboratorio de Thomas Edison en diciembre de 1879, y asistió al desarrollo de la bombilla incandescente. Fue uno de los expertos más tempranos del mundo en distribución de fuerza eléctrica. También construyó primera señal publicitaria del mundo utilizando luces incandescentes eléctricas. Fue ingeniero jefe cuando la Compañía Edison Inglesa de Luces Eléctricas construyó una Estación central en Londres para encender 3.000 lámparas en el Viaducto Holborn.  Esta fue la primera manifestación a escala grande de una estación central con potencia para tamaño encendido incandescente, precediendo a la Estación de Calle Pearl en ciudad de Nueva York. Hammer inventó la señal publicitaria eléctrica, por construir de un metro una señal alta con 12 bombillas para cada letra del nombre "Edison," el cual tenía un cambio rotatorio de tambor para encender las letras una a una y luego todas juntas. Se exhibió en El Palacio de Cristal en Londres en febrero de 1882.
Recolecctó ejemplos de ámparas Edison en sus varias etapas de desarrollo, así como estudiar otras lámparas incandescentes de otros inventores.  La colección finalmente la adquirió la General Electrio colocándolas en el Greenfield Museo de Pueblo, establecido por Henry Ford.
Fue un promotor del radio, después de que Marie y Pierre Curie le diesen muestras en 1902.  Dio conferencias sobre sus propiedades y hablaba de sus supuestos efectos curativos, así como escribiendo un libro basado en sus conferencias y manifestaciones del radio y de otars sustancias luminosas y fosforescentes. Fue el primero en proponer al radio como tratamiento para cáncer. En 1903, él y Dr. Willy Meyer utilizó radio para tratar un tumor incurable, y observaron como encogía y resultaba menos doloroso, aunque el paciente no fue curado.  Inventó el dial de radio luminiscencia para relojes y otros instrumentos, ampliamente utilizados en las guerra Mundiales y después.
Hammer fue un promotor temprano de la aviación, y se asoció con muchos pioneros de aviación,  y testificó como un experto.
Fue autor del libro  Radio y otras sustancias radoactivas.
Falleció de neumonía en 1934 en Nueva York. Si su deceso tuvo conexión con el radio es algo no aclarado.